# نبرد کوه بلر
نبرد کوه بلر بزرگ‌ترین قیام کارگری در تاریخ ایالات متحده و بزرگ‌ترین قیام مسلحانه از زمان جنگ داخلی آمریکا بود. درگیری در شهرستان لوگان، ویرجینیای غربی، به عنوان بخشی از جنگ ذغال سنگ، از سری اختلافات کارگری در اوایل قرن بیستم در آپالاشیا رخ داد. بیش از ۱۰۰ نفر کشته شدند و تعداد زیادی دستگیر شدند. اتحادیه کارگران متحد معدن به‌طور موقت شاهد کاهش عضویت بود، اما تبلیغات طولانی مدت منجر به بهبود عضویت و شرایط کار در معادن شد.
به مدت پنج روز از اواخر آگوست تا اوایل سپتامبر ۱۹۲۱، حدود ۱۰۰۰۰ معدنچی مسلح ذغال سنگ با ۳۰۰۰ قانونگذار و اعتصاب شکن (به نام مدافعان لوگان) رودررو شدند مدافعان لوکان توسط اپراتورهای معادن دغال سنگ در طی تلاش معدنچیان برای اتحاد میدان‌های ذغال‌سنگ جنوب غربی ویرجینیای غربی مورد حمایت قرار می‌گرفتند. تنش بین کارگران و مدیریت معدن بالا گرفت. نبرد پس از شلیک تقریباً یک میلیون گلوله پایان یافت و ارتش ایالات متحده، به نمایندگی از گارد ملی ارتش ویرجینیای غربی به رهبری ویلیام یوبانکس، اهل شهرستان مک داول، به دستور رئیس‌جمهور در این ماجرا مداخله کرد.

## زمینه
از زمان تأسیس اتحادیه کارگران متحد معدن در سال ۱۸۹۰، معادن ذغال سنگ در شهرستان مینگو، ویرجینیای غربی و اطراف آن فقط کارگران غیر اتحادیه را استخدام می‌کردند و قراردادهای کاری که شامل عضویت در اتحادیه به عنوان زمینه ای برای فسخ فوری می‌شد را، به شدت اجرا می‌کردند. از آنجایی که معدنچیان در منطقه تقریباً منحصراً در شهر شرکتها زندگی می‌کردند، پایان کار به معنای اخراج نیز بود. در سال ۱۹۲۰، جان ال. لوئیس، رئیس جدید UMW در تلاش برای پایان دادن به مقاومت سه دهه ای در برابر اتحادیه سازی در منطقه بود. او تحت فشار فزاینده‌ای قرار داشت تا این کار را انجام دهد، هم از طرف معدنچیانی که در اعتصاب ذغال سنگ کارگران معدن متحد در سال ۱۹۱۹ شرکت کرده بودند، و هم از طرف اپراتورهای آسیب دیده معادن که اکنون توسط معادن غیر اتحادیه در ویرجینیای غربی تحت فشار بودند.
این فشار اتحادیه‌سازی شامل تلاش‌های مادر جونز که در ۸۳ سالگی سخنرانی‌های آتشین انجام می‌داد و فرانک کینی، رئیس منطقه اتحادیه محلی بود. بیش از ۳۰۰۰ معدنچی شهرستان مینگو به اتحادیه پیوستند - و اخراج شدند. سپس شرکت‌های زغال‌سنگ، مأموران آژانس کارآگاه بالدوین فلتس را برای اخراج خانواده‌های کارمندان سابق خود استخدام کردند.
در ۱۹ مه ۱۹۲۰، دوازده کارآگاه بالدوین فلتس، از جمله لی فلتس، به ماتیوان رسیدند و با برادر لی، آلبرت فلتس ارتباط برقرار کردند. آلبرت و لی برادران توماس فلتس، مالک و مدیر آژانس کارآگاهی خصوصی بودند. عوامل بالدوین-فلتس، شکارچیان اتحادیه شهرت داشتند که به استفاده از خشونت علیه گروه‌هایی که به دنبال سازماندهی بودند، شناخته می‌شدند. مأموران همچنین مسئول کشتار لودلو در سال ۱۹۱۴ بودند. آلبرت قبلاً در آن منطقه بوده و سعی کرده بود به شهردار کبل تسترمن ۵۰۰ دلار رشوه بدهد تا مسلسل‌ها را روی پشت بام‌های شهر بگذارد. تسترمن نپذیرفت. آن روز بعد از ظهر آلبرت و لی به همراه ۱۱ مرد دیگر به سمت املاک شرکت زغال سنگ استون مانتین حرکت کردند. اولین خانواده ای که آنها بیرون کردند یک زن و فرزندانش بودند. شوهر این زن در آن زمان خانه نبود. آنها را به زور با اسلحه بیرون کردند و وسایلشان را زیر یک باران خفیف اما پیوسته در جاده انداختند. معدنچیانی که آن را دیدند خشمگین شدند و به شهر خبر دادند.

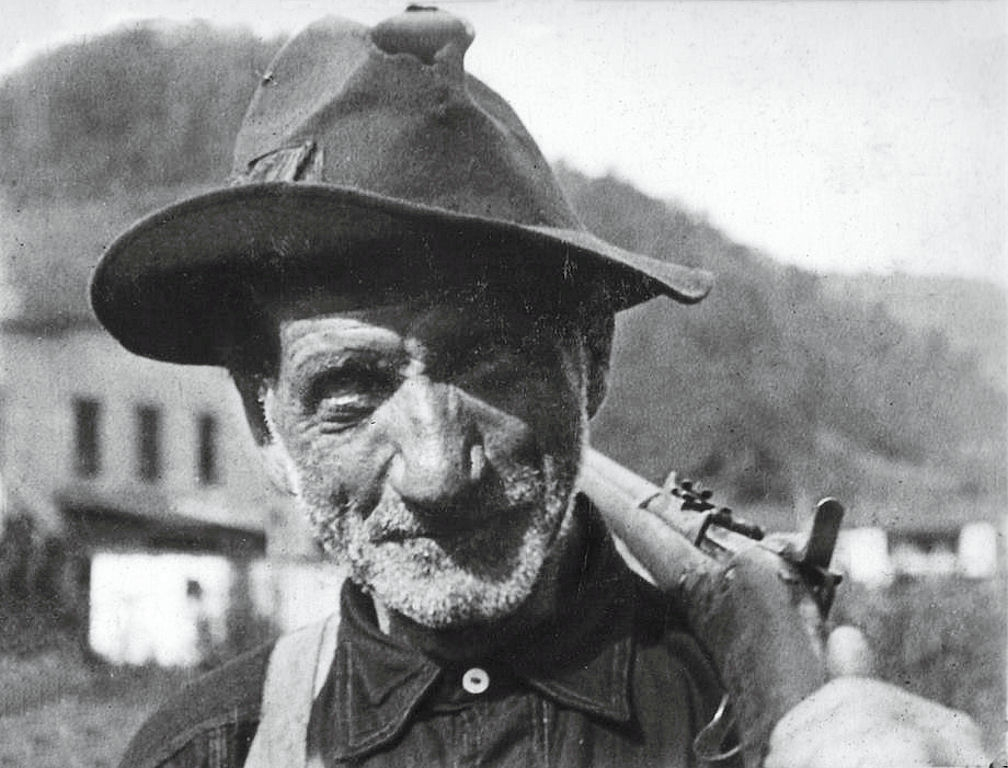
معدنچی کوهستان بلر با تفنگش که روی شانه اش آویزان شده‌است.

در حالی که مأموران آژانس به سمت ایستگاه قطار می‌رفتند تا شهر را ترک کنند، رئیس پلیس سید هاتفیلد و گروهی از معدنچیان با آنها روبرو شدند و به آنها گفتند که دستگیر شده‌اند. آلبرت فلتس گفت که در واقع اوست که حکمی برای دستگیری هتفیلد دارد. به تسترمن هشدار داده شد، و پس از اینکه یک معدنچی فریاد زد که سید دستگیر شده‌است، به خیابان دوید. هتفیلد به فروشگاه برگشت و تسترمن خواست تا حکم را ببیند. پس از بررسی آن، شهردار تسترمن فریاد زد: «این یک حکم جعلی است.» با این کلمات، درگیری با اسلحه شروع شد و رئیس هتفیلد به مأمور آلبرت فلتس شلیک کرد. تسترمن به همراه آلبرت و لی فلتس در میان ده مرد کشته شده بودند (سه نفر از شهر و هفت نفر از آژانس).
این درگیری با اسلحه به کشتار ماتیوان معروف شد و اهمیت نمادین آن برای معدنچیان بسیار زیاد بود. آژانس کارآگاهی به ظاهر شکست ناپذیر بالدوین فلتس ضربه خورده بود . رئیس سید هتفیلد تبدیل به یک اسطوره و قهرمان برای کارگران معدن شد و نماد امیدواری بود که ظلم اپراتورهای ذغال سنگ و اسلحه‌های اجیر شده آنها سرنگون شود. در سراسر تابستان و تا پاییز ۱۹۲۰، اتحادیه در شهرستان مینگو قدرت یافت، همان‌طور که مقاومت اپراتورهای زغال سنگ نیز تقویت شد. تیراندازی‌های پراکنده در بالا و پایین رودخانه توگ رخ داد. در اواخر ژوئن، پلیس ایالتی به فرماندهی کاپیتان بروکوس به مستعمره چادر لیک کریک در نزدیکی ویلیامسون یورش برد. گفته می‌شود که معدنچیان به سوی مردان بروکوس و مارتین از مستعمره تیراندازی کردند و پلیس ایالت در پاسخ به معدنچیان شلیک کرد و آنها را دستگیر کرد، چادرهای بوم را تکه‌تکه کرد و وسایل خانواده‌های معدنچی را پراکنده کرد. هر دو طرف در حال تقویت بازوهای خود بودند و سید هتفیلد به تقویت مقاومت ادامه داد، به ویژه با تبدیل جواهرفروشی تسترمن به یک مغازه اسلحه فروشی.

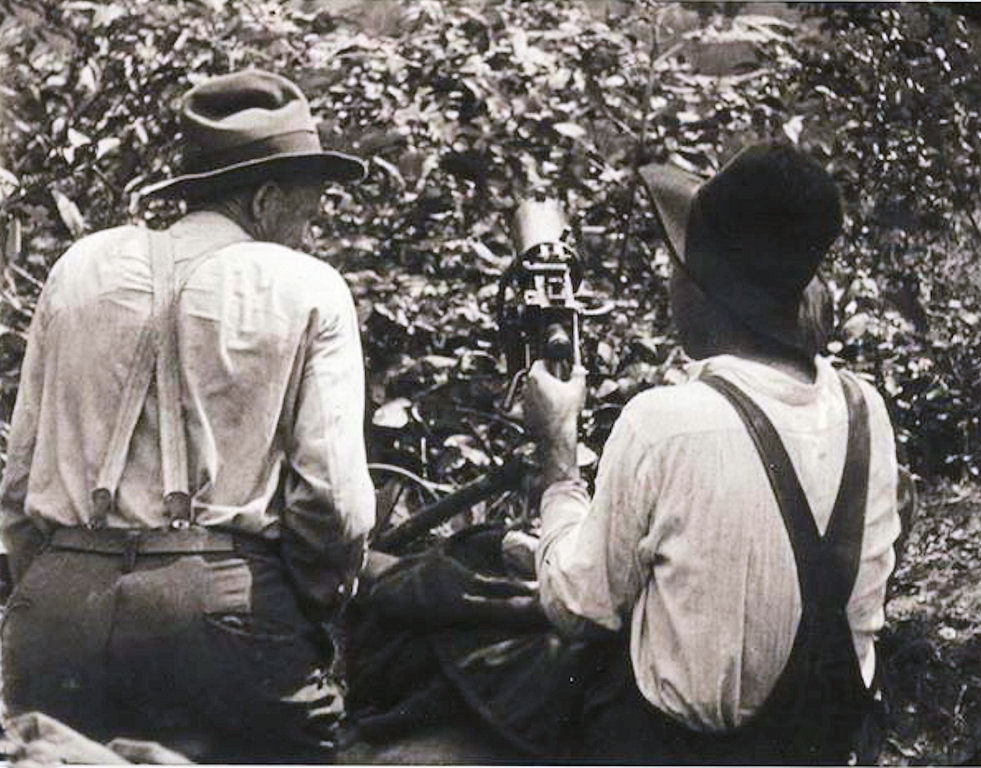
دو کارگر معدن زغال سنگ اتحادیه با مسلسل در لانه تک تیرانداز نشسته‌اند.

در ۲۶ ژانویه ۱۹۲۱، محاکمه هتفیلد به دلیل کشتن آلبرت فلتس آغاز شد و در کانون توجه ملی قرار گرفت و توجه زیادی را به موضوع معدنچیان جلب کرد. با ادامه محاکمه، جایگاه اسطوره ای هتفیلد افزایش یافت. همه مردان در نهایت تبرئه شدند، اما به‌طور کلی اتحادیه با شکست‌های قابل توجهی روبرو شد. 80 درصد معادن با جایگزین‌های وارداتی و اعتصاب کنندگان سابق که برای بازگشت به کار قرارداد سگ زرد را امضا کردند، بازگشایی شده بودند. در اواسط ماه مه ۱۹۲۱ معدنچیان اتحادیه یک حمله تمام عیار را به معادن غیر اتحادیه آغاز کردند. در مدت کوتاهی درگیری تمام دره رودخانه توگ را دربر گرفت. این «نبرد سه روزه» سرانجام با پرچم آتش‌بس و اجرای حکومت نظامی به پایان رسید. معدنچیان از ابتدا اجرای حکومت نظامی را یک طرفه می‌دانستند. صدها معدنچی دستگیر شدند. کوچک‌ترین تخلف می‌توانست به معنای حبس باشد، در حالی که کسانی که طرف «قانون و نظم» هستند مصونیت دارند. معدنچیان اما با تاکتیک‌های چریکی و خرابکاری پاسخ دادند.

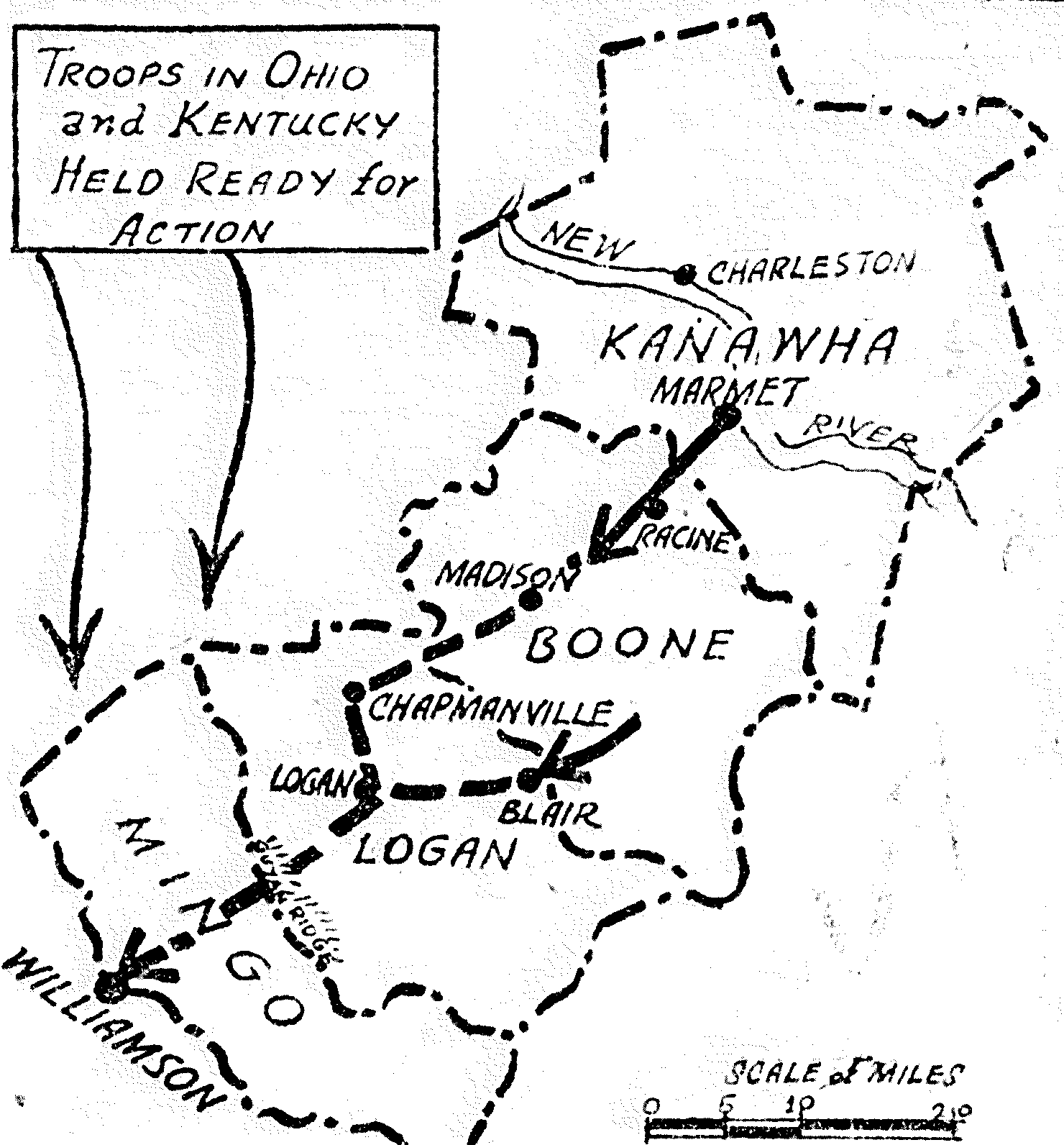
نقشه حرکت کارگران معدن در طول راهپیمایی آنها از Marmet به سمت ویلیامسون.

در بحبوحه این وضعیت پرتنش، هتفیلد در ۱ اوت ۱۹۲۱ به شهرستان مک داول سفر کرد تا به اتهام منفجر کردن یک تیپل ذغال سنگ محاکمه شود. همراه با او یک دوست صمیمی اش، اد چمبرز، و همسرانشان سفر کردند. هنگامی که آنها بدون سلاح و در کنار همسرانشان از پله‌های دادگاه بالا می‌رفتند، گروهی از مأموران بالدوین فلتس که بالای پله‌ها ایستاده بودند تیراندازی کردند. هاتفیلد فوراً کشته شد. چمبرز گلوله خورده بود و تا پایین پله‌ها غلت می‌خورد. علیرغم اعتراض سالی چمبرز، یکی از مأموران از پله‌ها پایین دوید و یک بار دیگر به چمبرز شلیک کرد. اجساد هتفیلد و چمبرز به ماتیوان بازگردانده شد و خبر کشتارها پخش شد.
معدنچیان که از کشته شدن هتفیلد خشمگین بودند و می‌دانستند که قاتلان از مجازات در امان خواهند ماند، شروع به تهیه اسلحه کردند و از شهرک‌های کوهستانی خود بیرون ریختند. معدنچیان در امتداد رودخانه کوچک زغال سنگ جزاولین کسانی بودند که منطقه را سازماندهی کردند و اقداماتی مانند گشت زنی و حفاظت از منطقه را آغاز کردند. کلانتر دان چافین سربازان کانتی لوگان را به منطقه رودخانه زغال سنگ فرستاد، جایی که معدنچیان مسلح سربازان را دستگیر کردند، آنها را خلع سلاح کرده و فراری دادند.
در ۷ آگوست ۱۹۲۱، رهبران کارگران متحد معدن (UMW) ناحیه ۱۷، که بخش اعظم جنوب ویرجینیای غربی را در بر می‌گیرد، در مرکز ایالت در چارلستون تجمعی برگزار کردند. این رهبران فرانک کینی و فرد مونی بودند که از مجروحان درگیری‌های قبلی مین در منطقه بودند. هر دو محلی و خوش بیان بودند. کینی و مونی با فرماندار افرایم مورگان ملاقات کردند و طوماری از خواسته‌های معدنچیان به او ارائه کردند. هنگامی که مورگان این درخواست‌ها را رد کرد، معدنچیان بی قرارتر شدند و شروع به صحبت در مورد راهپیمایی در مینگو برای آزادی معدنچیان محصور، پایان دادن به حکومت نظامی و سازماندهی شهرستان کردند. اما کوه بلر، شهرستان لوگان و کلانتر چافین مستقیماً در این راه ایستادند.

## نبرد

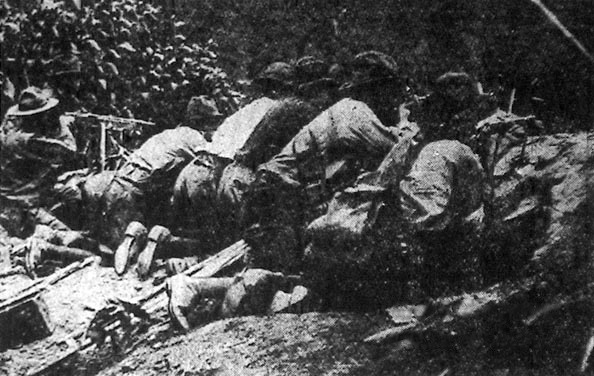
معاونان کلانتر شهرستان لوگان در طول نبرد کوه بلر.

در یک گردهمایی در ۷ آگوست، مری هریس «مادر» جونز از معدنچیان خواست تا به شهرستان‌های لوگان و مینگو راهپیمایی نکنند و اتحادیه را به زور راه اندازی کنند. او که از سوی برخی متهم به از دست دادن اعصابش شده بود، از حمام خون در نبرد بین نیروهای اتحادیه‌ای با سلاح‌های سبک و نمایندگان کانتی لوگان با سلاح سنگین‌تر می‌ترسید. با این حال، با احساس اینکه مورگان دوباره به آنها دروغ گفته‌است، مردان مسلح در ۲۰ اوت در کوه لنز کریک، در نزدیکی مارمت در شهرستان کاناوها، شروع به تجمع کردند. چهار روز بعد، حدود ۱۳۰۰۰ نفر جمع شده و شروع به راهپیمایی به سمت شهرستان لوگان کردند. معدنچیان در نزدیکی سنت آلبانز در شهرستان کاناوها که برای رسیدن به درگیری بی تاب بودند، یک قطار باری چساپیک و اوهایو را که توسط معدنچیان به ویژه فولاد آبی تغییر نام داد، فرماندهی کردند تا با ستون پیشرفته راهپیمایان در دانویل در کانتی بون ملاقات کنند. راهی به «مینگوی خونین». در این مدت کینی و مونی به اوهایو گریختند، در حالی که بیل بلیزارد آتشین شبه رهبری معدنچیان را بر عهده گرفت. در همین حال، کلانتر چافین ضد اتحادیه شروع به راه اندازی نیروهای دفاعی در کوه بلر کرده بود. او توسط انجمن فعالان زغال سنگ شهرستان لوگان حمایت مالی شد و بزرگ‌ترین نیروی مسلح خصوصی کشور با حدود ۲۰۰۰ نفر را ایجاد کرد.

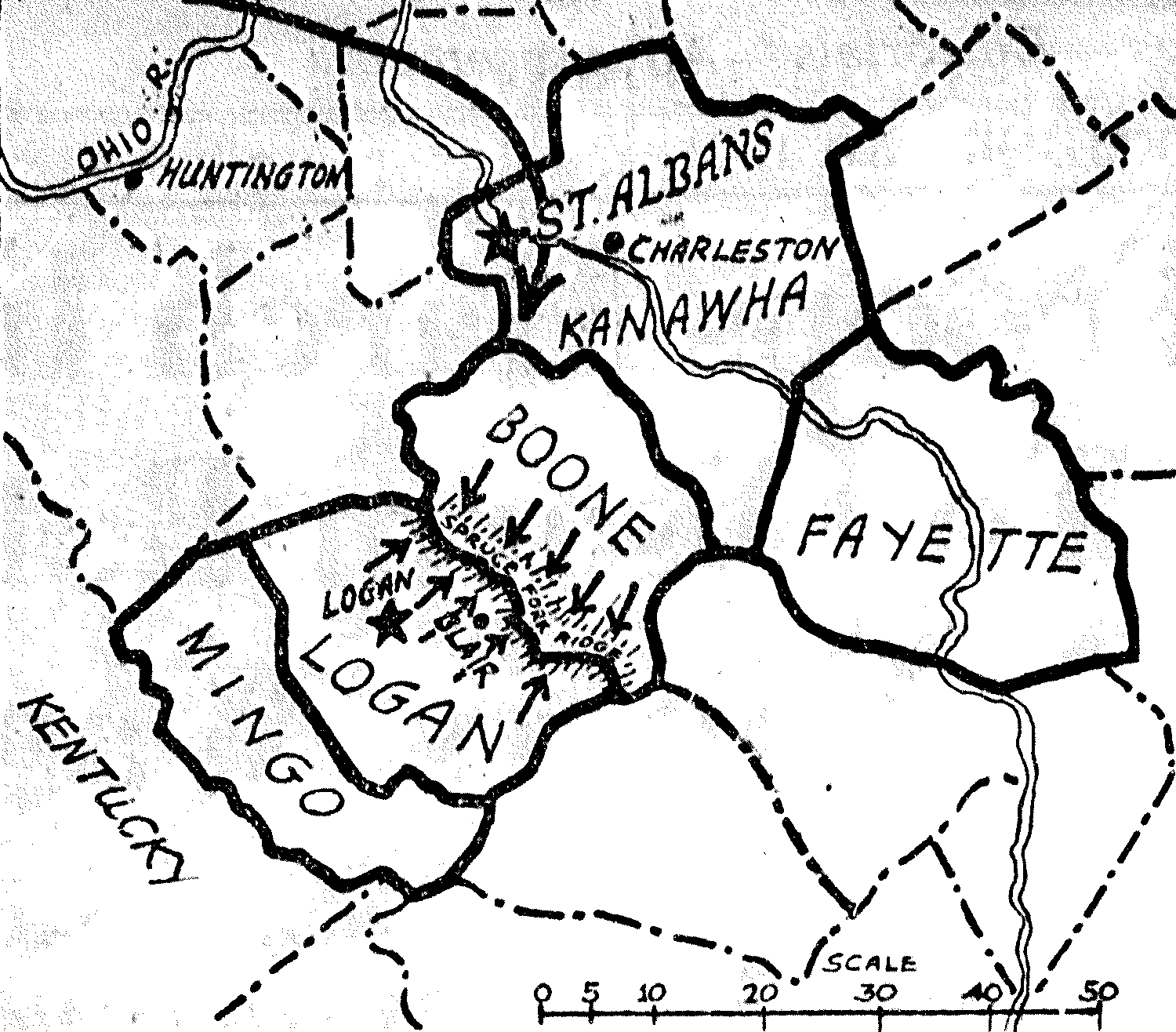
فلش‌های کوتاه محل درگیری بین نیروهای اتحادیه و غیراتحادیه را نشان می‌دهد. پیکان بلند حرکت نیروهای فدرال را نشان می‌دهد.

اولین درگیری در صبح روز ۲۵ اوت رخ داد. اکثر ماینرها هنوز ۱۵ مایل (۲۴ کیلومتر) نفر بودند دورتر. روز بعد، رئیس‌جمهور وارن جی. هاردینگ تهدید کرد که نیروهای فدرال و بمب افکن‌های مارتین MB-1 ارتش را اعزام خواهد کرد. پس از یک جلسه طولانی در مدیسون، مقر شهرستان بون، معدنچیان متقاعد شدند که به خانه بازگردند. اما مبارزه هنوز به پایان نرسیده بود. چفین پس از گذراندن روزها برای جمع‌آوری ارتش خصوصی خود، از نبرد او برای پایان دادن به تلاش‌های اتحادیه برای سازماندهی معادن زغال سنگ لوگان محروم نمی‌شود. چند ساعت پس از تصمیم مدیسون، شایعاتی مبنی بر تیراندازی افراد چفین به طرفداران اتحادیه در شهر شارپلز، درست در شمال کوه بلر، به گوش رسید. – و خانواده‌ها در جریان درگیری‌ها در تیراندازی متقابل گرفتار شده بودند. معدنچیان خشمگین به سمت کوه بلر برگشتند، بسیاری از آنها در قطارهای دزدیده شده و تحت فرمان دیگری حرکت می‌کردند.

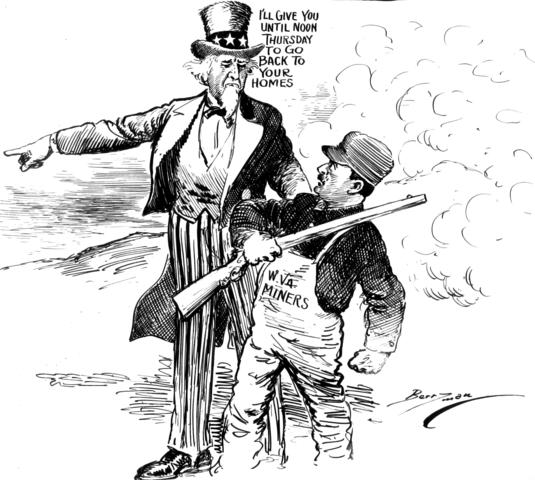
کاریکاتور سیاسی با عمو سام که به معدنچیان می‌گوید: «تا ظهر پنجشنبه به شما فرصت می‌دهم تا به خانه خود برگردید».

در ۲۹ اوت نبرد به‌طور کامل شکل گرفت.. مردان شافین، علاوه بر اینکه تعدادشان بیشتر بود، از موقعیت‌های بالاتر و تسلیحات بهتر برخوردار بودند. هواپیماهای خصوصی برای انداختن بمب‌های دست‌ساز بر روی معدنچیان به کار گرفته شدند. ترکیبی از گازهای سمی و بمب‌های انفجاری باقی مانده از جنگ جهانی اول در چندین مکان در نزدیکی شهرهای جفری، شارپلز و بلر پرتاب شد. حداقل یکی از آنها منفجر نشد و توسط معدنچیان کشف شد. ماه‌ها بعد به عنوان مدرکی برای دفاع در دادگاه‌های خیانت و قتل استفاده شد. به دستور ژنرال بیلی میچل، بمب افکن‌های ارتش مریلند نیز برای کنترل هوایی مورد استفاده قرار گرفتند. یک بمب افکن مارتین در پرواز برگشت سقوط کرد و سه خدمه آن کشته شدند.
مورگان در ۳۰ آگوست، سرهنگ ویلیام یوبانکس از گارد ملی ویرجینیای غربی را به فرماندهی دولت و نیروهای داوطلب در مقابله با معدنچیان منصوب کرد. نبردهای مسلحانه پراکنده به مدت یک هفته ادامه یافت، و معدنچیان در یک زمان تقریباً به شهر لوگان و مقاصد هدف خود، شهرستان‌های غیر اتحادیه در جنوب، لوگان و مینگو نفوذ کردند. بیش از ۳۰ کشته از طرف چافین و ۵۰ تا ۱۰۰ نفر در طرف کارگران معدن گزارش شد که صدها نفر دیگر مجروح یا زخمی شدند. نیروهای چافین متشکل از ۹۰ مرد از بلوفیلد، ویرجینیای غربی بود .۴۰ نفر از هانتینگتون، ویرجینیای غربی و حدود ۱۲۰ نفر از پلیس ایالت ویرجینیای غربی. سه نفر از نیروهای چافین، دو داوطلب و یک معاون کلانتر کشته شدند و یک معدنچی تا سرحد مرگ مجروح شد.

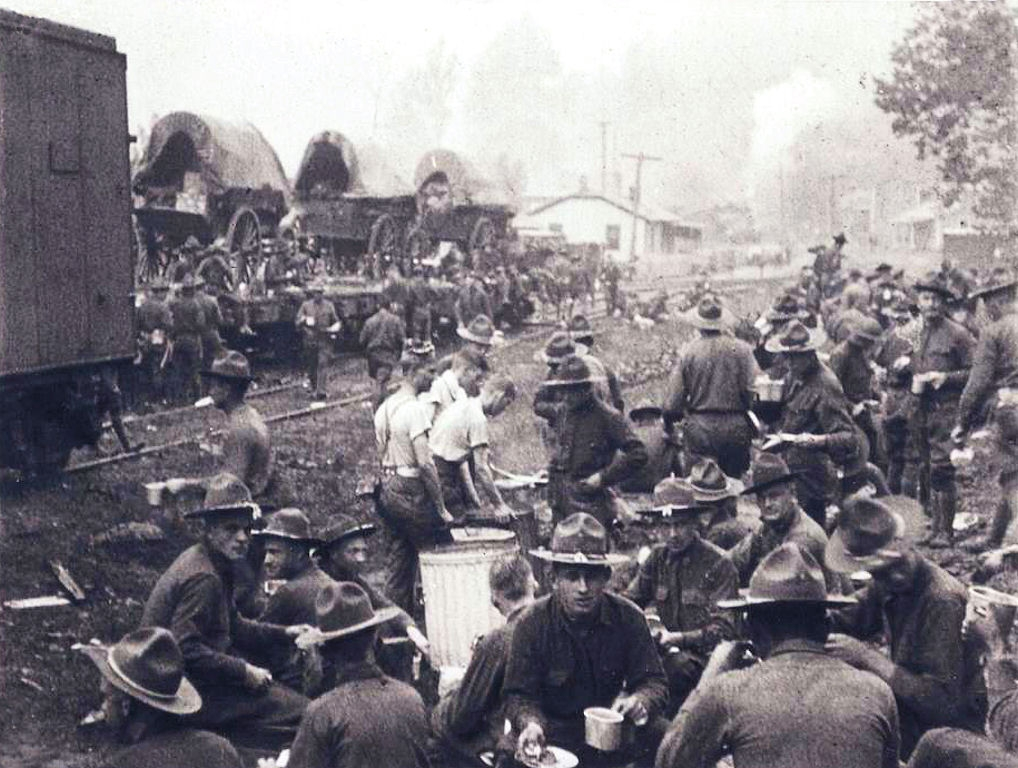
ورود نیروهای فدرال به بلر،WV و شروع به تخلیه تجهیزات.

نیروهای فدرال تا ۲ سپتامبر وارد شدند. معدنچیان که بسیاری از آنها خود کهنه سرباز بودند، حاضر به شلیک به نیروهای آمریکایی نبودند. بیل بلیزارد به معدنچیان خبر داد که روز بعد به خانه بروند. معدنچیانی که از زندان و مصادره اسلحه‌هایشان می‌ترسیدند، راه‌های هوشمندانه ای برای مخفی کردن تفنگ‌ها در جنگل قبل از ترک کانتی لوگان پیدا کردند. برخی از آنها بعداً به همراه بسیاری از فشنگ‌های مصرف شده و سالم پیدا شد که به باستان شناسان کمک کرد تا روند جنگ را بازسازی کنند. 
پس از نبرد، ۹۸۵ معدنچی به اتهام قتل ،توطئه برای قتل، کمک به قتل و خیانت علیه ایالت ویرجینیای غربی متهم شدند. اگرچه برخی از آنها توسط هیئت منصفه تبرئه شدند، برخی دیگر سال‌ها زندانی شدند. آخرین نفر در سال ۱۹۲۵ آزاد شد. در محاکمه بلیزارد، از بمب منفجر نشده به عنوان مدرکی برای وحشیگری دولت و شرکت‌ها استفاده شد و او تبرئه شد. 

## میراث

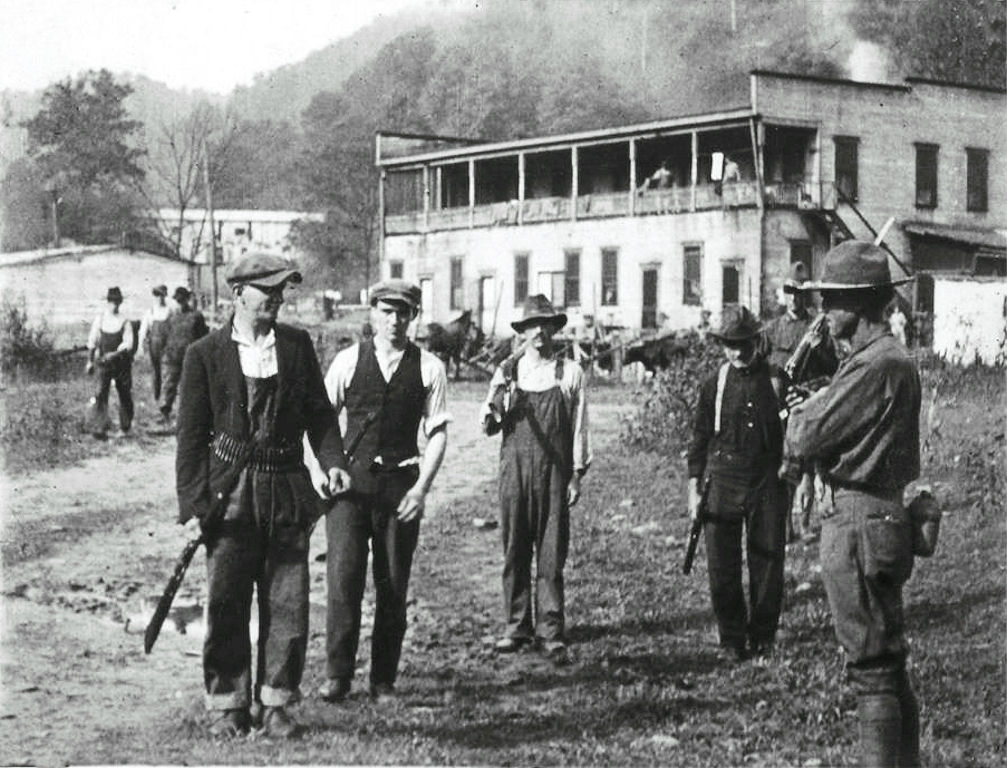
معدنچیان مسلح زغال سنگ سلاح‌های خود را به نیروهای فدرال تسلیم می‌کنند.

در کوتاه مدت این نبرد یک پیروزی برای صاحبان و مدیران صنعت ذغال سنگ بود. عضویت UMW ازبیش از۵۰۰۰۰معدنچی به حدود ۱۰۰۰۰ در طی چند سال آینده کاهش یافت و این تا سال ۱۹۳۵ بود. – پس از رکود بزرگ و آغاز معامله جدید در زمان رئیس‌جمهور فرانکلین دلانو روزولت – که UMW به‌طور کامل در جنوب ویرجینیای غربی سازماندهی شد.
این شکست اتحادیه پیامدهای عمده ای برای UMWA به‌طور کلی داشت. پس از جنگ جهانی اول، زمانی که صنعت زغال سنگ شروع به فروپاشی کرد، استخراج اتحادیه دیگر از نظر مالی پایدار نبود. به دلیل شکست در ویرجینیای غربی، اتحادیه در پنسیلوانیا و کنتاکی نیز تضعیف شد. تا پایان سال ۱۹۲۵، ایلینوی تنها ایالت اتحادیه‌ای باقی‌مانده بود که می‌توانست از نظر تولیدذغال سنگ نرم با آنها رقابت کند.
در درازمدت، این نبرد آگاهی‌ها را نسبت به شرایط وحشتناکی که معدنچیان در میدان‌های ذغال‌سنگ خطرناک ویرجینیای غربی با آن مواجه بودند، افزایش داد. همچنین منجر به تغییر تاکتیک‌های صنفی در نبردهای سیاسی برای تغییر قانون به نفع طبقه کارگری، با مقابله با مدیریت سرکش شد. این در نهایت منجر به پیروزی سازمان‌یافته‌تر نظام کارگری چند سال بعد در جریان نیودیل در سال ۱۹۳۳ شد. که به نوبه خود منجر به کمک UMWA به سازماندهی بسیاری از اتحادیه‌های شناخته شده، مانند کارگران فولاد در اواسط دهه ۳۰ شد.
در تحلیل نهایی، موفقیت مدیریتی یک پیروزی ثانویه بود که به جنبش کارگری سازمان یافته بسیار بزرگتر و قوی تر در بسیاری از صنایع دیگر و اتحادیه‌های کارگری و سازمان‌های حمایتی مانند فدراسیون کار آمریکا (AFL) و کنگره سازمان‌های صنعتی کمک کرد. (CIO)

## آینده سایت

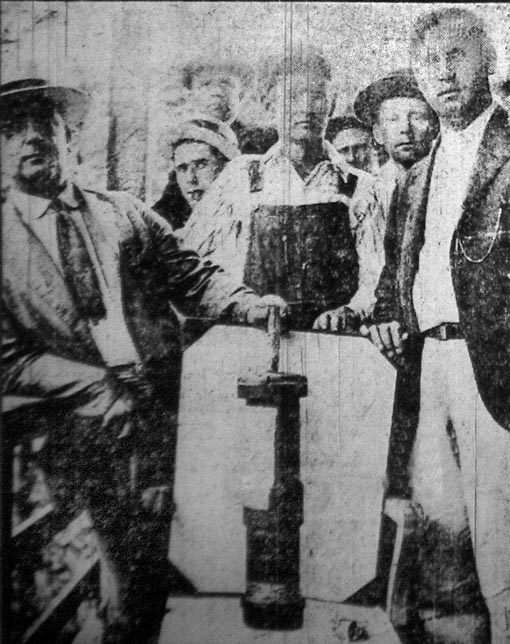
گروهی از معدنچیان یکی از بمب‌های پرتاب شده توسط هواپیماهای چافین را به نمایش می‌گذارند.

از اواسط سال ۲۰۰۶، یک باستان‌شناس محلی،کنت کینگ، تیمی از باستان شناسان حرفه ای را برای بررسی بیشتر میدان جنگ، رهبری کرد. بررسی اولیه کینگ و تیم اش «پانزده مکان جنگی را ترسیم کردند و بیش از هزار مصنوع، از بدنه تفنگ و پوسته تفنگ ساچمه ای گرفته تا سکه و باتری [و] اندک نشانه‌های خرابی» را در سایت کشف کردند، که بررسی‌های قبلی انجام شده توسط Arch Coal Inc را به چالش کشید. یکی از دو شرکتی که حقوق معدن بلر را در اختیار دارند. در آوریل ۲۰۰۸، کوه بلر برای فهرست مکان‌های حفاظت شده در فهرست ملی مکان‌های تاریخی (NRHP) انتخاب شد.
این سایت پذیرفته شد، و در ۳۰ مارس ۲۰۰۹ به فهرست NRHP اضافه شد، اگرچه اشتباهات اداری توسط اداره حفاظت تاریخی ایالت ویرجینیای غربی (SHPO) نتوانست همه مسائل را تأیید کند. در اواسط سال ۲۰۱۰،"شرکت‌های تابعه دو تا از بزرگترین تولیدکنندگان زغال سنگ ایالات متحده - Arch Coal ,Inc.، و Massey Energy Company، اجازه انفجار و مین گذاری تکه‌های عظیمی از دامنه‌های بالایی و خط الراس کوه بلر صادر کردند.
در اکتبر ۲۰۱۲، یک قاضی منطقه فدرال حکم داد که ائتلاف گروه‌های حفاظتی حق شکایت برای درخواست حفاظت از این مکان تاریخی را ندارند. در ۲۶ آگوست ۲۰۱۴،دادگاه استیناف ایالات متحده منطقه کلمبیا بارای ۲ به ۱ به لغو حکم رای داد و پرونده را بازگرداند.
در آوریل ۲۰۱۶، دستور حذف میدان نبرد کوه بلر از فهرست ملی توسط دادگاه فدرال لغو شد و تصمیم بعدی برای افزودن مجدد سایت به ثبت نام به نگهبان ثبت ملی داده شد. در ۲۷ ژوئن ۲۰۱۸، دفتر نگهبان تصمیم گرفت که تصمیم سال ۲۰۰۹ برای حذف این سایت از فهرست‌هایش «اشتباه» است و بیانیه‌ای صادر کرد که تأیید می‌کرد از آن تاریخ این سایت دوباره در فهرست ملی ثبت شده‌است.

## در داستان
راهپیمایی کوه بلر، و همچنین رویدادهای منتهی به آن و رویدادهای بلافاصله پس از آن، در رمان‌های طوفان بهشت (دنیز گیاردینا ،۱۹۸۷)،کوه بلر (جاناتان لین، ۲۰۰۶)، و کارلا رایزینگ (تاپر شروود) به تصویر کشیده شده‌است. 2015). در The Ballad of Trenchmouth Taggart (گلن تیلور، ۲۰۰۸) شخصیت اصلی کتاب با سید هتفیلد ملاقات می‌کند و در قتل‌عام Matewan و نبرد متعاقب آن درگیر می‌شود. فیلم جان سایلس در سال ۱۹۸۷ کشتار ماتیوان را به تصویر می‌کشد، بخش کوچکی از داستان کوه بلر. مجموعه شعر دایان گیلیام فیشر کتل باتم نیز بر وقایع نبرد کوه بلر از دیدگاه خانواده معدنچیان تمرکز دارد.

## در موسیقی

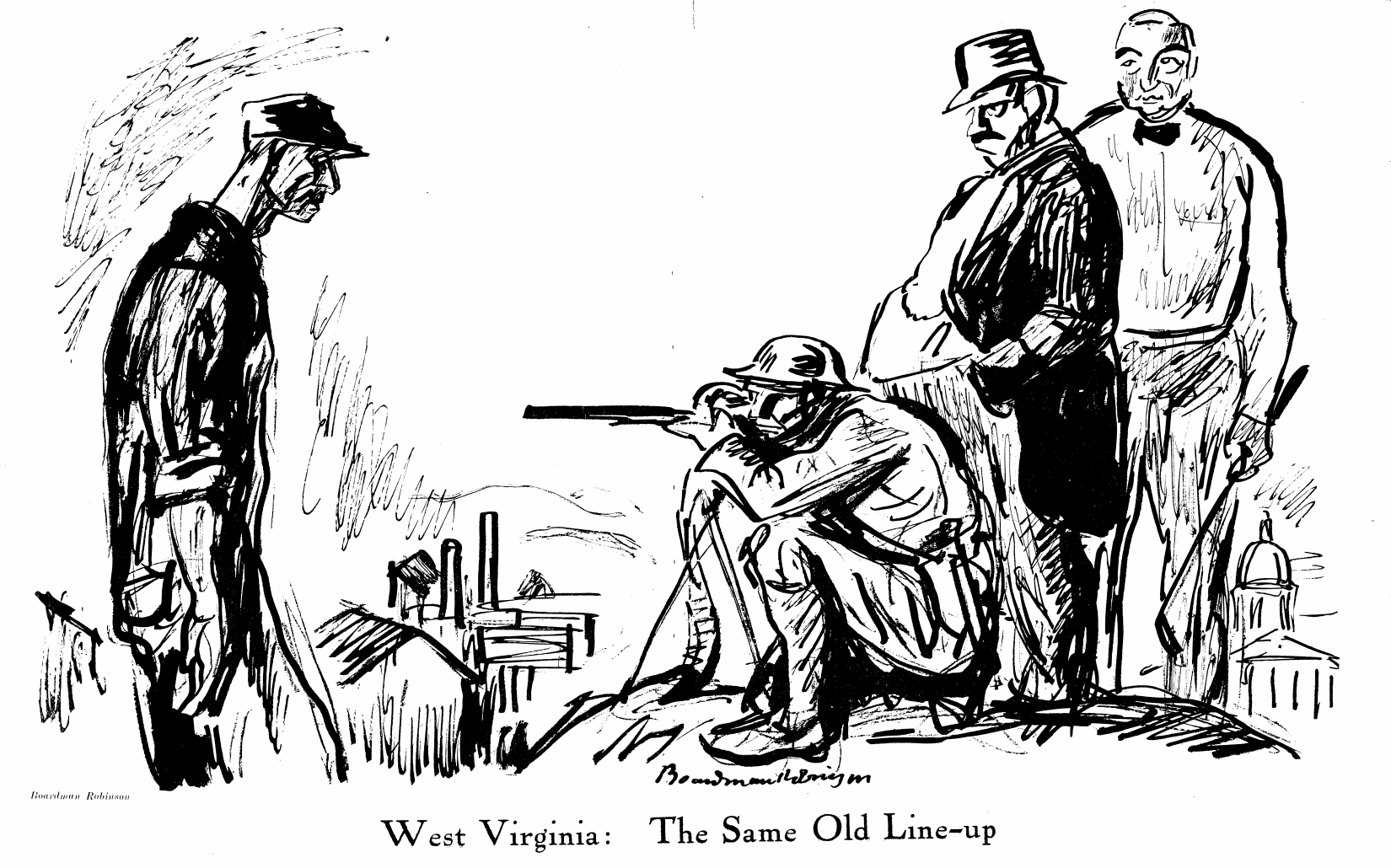
کاریکاتور سیاسی سربازی را با تفنگ آموزش دیده بر روی معدنچی اعتصابی نشان می‌دهد. در سمت راست، پشت سرباز، رئیس‌جمهور هاردینگ و یک مالک مین ایستاده‌اند. کپشن نوشته شده‌است: «ویرجینیای غربی: همان راه قدیمی». (۱۹۲۱)

تام بریدینگ "Union Miner" از "The Unbroken Circle: Songs of the West Virginia Coalfield" (2008) با دقت وقایع پیرامون نبرد کوه بلر را از منظر یک معدنچی زغال سنگ که برای راهپیمایی آماده می‌شود به تصویر می‌کشد. "Union Miner" تقریباً در هر رویدادی که توسط کارگران متحد معدن آمریکا حمایت می‌شود، شنیده می‌شود. تام بریدینگ موسیقی کمپین «انصاف در میهن‌پرستی» (۲۰۱۳–۲۰۱۴)، مراسم بزرگداشت صدمین سالگرد کشتار لودلو در کلرادو (۲۰۱۴)، مراسم تحلیف افسران UMWA (2014) و رویدادهای مختلف کارگران معدن را ارائه کرده‌است. .
«شورش معدنچیان» (۲۰۱۲) توسط گروه کانتری معدنچیان، داستان نبرد کوه بلر را روایت می‌کند. این آهنگ در اولین EP معدنچیان با نام Miners' Rebellion نیز موجود است.
When Miners March (2007) شامل ۱۶ آهنگ اخیراً نوشته شده (نه موسیقی دهه ۱۹۲۰) از کتاب صوتی When Miners March – The Battle of Blair Mountain است.
«نبرد کوه بلر» (۲۰۰۴) ترانه‌ای از دیوید روویکس، خواننده فولکلور است که در آلبوم آهنگ‌های او برای محمود یافت می‌شود.
آهنگ "Battle of Blair Mountain" (2010) که توسط لوئیز موزی و مایک ریچاردسون نوشته شده‌است را می‌توان در آلبوم خانه لوئیز مورسی (Zoe Cat Music/BMI) یافت.
آهنگ "Red Neck War" اثر بیزانتین بر اساس نبرد کوه بلر است و در آلبوم سال ۲۰۰۵ این گروه یافت می‌شود . . . و آنها مارها را خواهند گرفت (سوابق پروتز). آهنگ Black Lung از The Radio Nationals (گروه) نیز بر اساس همین درگیری ساخته شده‌است.
Blair Pathways (2011) یک پروژه چندرسانه‌ای است، شامل سی‌دی و نقشه‌ها، که تاریخ منطقه کوهستان بلر و اختلافات کاری آن را ردیابی می‌کند. این شامل موسیقی تعدادی از هنرمندان سنتی، از جمله Riley Baugus و Tim Eriksen است.
گروه پانک فولک ایرلندی شیکاگو،The Fisticufs، آهنگی با عنوان «تصنیف بیل بلیزارد» در آخرین آلبوم خود در سال ۲۰۱۱ یعنی You'll Not Take Us Alive دربارهٔ نبرد کوه بلر منتشر کرد.
تایلر چایلدرز، هنرمند کنتاکی، «تاریخ خشن طولانی» را در سپتامبر ۲۰۲۰ منتشر کرد و در تفسیر ضبط شده خود بر این آهنگ، شباهتی را بین نبرد کوه بلر و جنبش Black Lives Matter ترسیم کرد.

## تفسیر تاریخی
نبرد کوه بلر توسط ایالت ویرجینیای غربی از طریق نشانگر بزرگراه تاریخی تفسیر می‌شود. این نشانگر توسط بخش فرهنگ و تاریخ ویرجینیای غربی ساخته شده‌است. نشانگر می‌خواند،
نبرد بلر ام تی. در آگوست سال ۱۹۲۱٬۷۰۰۰ معدنچی اعتصابی به رهبری بیل بلیزارد در مارمت گرد هم آمدند تا در لوگان راهپیمایی کنند تا مزارع زغال سنگ جنوب را برای UMWA سازماندهی کنند. با رسیدن به کوه بلر در ۳۱ اوت، توسط معاونان و محافظان مین، تحت فرماندهی کلانتر دان چفین، که در مواضع مستحکم منتظر بودند، عقب رانده شدند. نبرد پنج روزه با ورود ارتش و نیروی هوایی ایالات متحده به پایان رسید. تلاش‌های سازماندهی UMWA در جنوب WV تا سال ۱۹۳۳ متوقف شد.
نشانگر در ویرجینیای غربی ۱۷، حدود ۸ مایل (۱۳ کیلومتر) شرق لوگان، بین اتل و بلر.

## کتابشناسی - فهرست کتب
- - McGuire, Randall; Reckner, Paul (2003). "Building a Working-Class Archaeology: The Colorado Coal Field War Project". Industrial Archaeology Review. 25 (2): 83–95. doi:10.1179/iar.2003.25.2.83.
  - Patel, Samir S. (January–February 2012). "Mountaintop Rescue". Archaeology. 65 (1). Retrieved 18 January 2013.
- State of West Virginia (2002). Marking Our Past: West Virginia's Historical Highway Markers. Charleston: West Virginia Division of Culture and History.[بدون شابک][ISBN missing]